# Nuta Gold
Nuta Gold – polska stacja telewizyjna. Na antenie stacji emitowane są programy muzyczne z muzyką od lat 70. do współczesnej.

## Historia
Stacja rozpoczęła nadawanie 15 czerwca 2003 pod nazwą iTV, jako pierwsza w Polsce stacja interaktywna. Kontakt z widzami odbywał się w czasie rzeczywistym za pośrednictwem środków komunikacji elektronicznej (internet, głosowania telefoniczne, SMS, MMS) i jednocześnie pozwalał telewidzom na aktywne tworzenie programów nadawanych na żywo poprzez zadawanie pytań prezenterom, ich gościom, wyrażanie swoich opinii czy udział w konkursach.
Poprzez kontakt z widzem stacja poznawała profil swojego widza: jego oczekiwania, zainteresowania oraz potrzeby, do których dostosowywała emitowane na żywo programy. W pierwszych latach stacja nadawała do 18 godzin dziennie programów na żywo. Tematyka programów skierowana była do osób dynamicznie spędzających czas. Emitowano programy: muzyczne, rozrywkowe, talk-show, o grach komputerowych, nowych technologiach, quizy, ezoteryczne i erotyczne.
Od sierpnia 2012 roku stacja zmieniła profil i rozpoczęła emisję głównie programów muzycznych (z muzyką dance, disco, pop i disco-polo), jednak tylko część z nich nadawana była z aktywnym udziałem telewidzów. 18 grudnia 2012 stacja zmieniła format nadawania na 16:9.
27 lutego 2016 roku kanał zmienił nazwę na TO!TV, a jego profil uległ rozszerzeniu o programy rozrywkowe.
Stacja od początku swojego istnienia nadaje na satelicie Hot Bird i jest niekodowana, dostępna na wszystkich platformach cyfrowych oraz w wielu sieciach kablowych. Stanowi własność Telestar Sp. z o.o.
1 lipca 2019 roku kanał rozpoczął nadawanie na multipleksie lokalnym MUX-L4 naziemnej telewizji cyfrowej we Wrocławiu. 15 lipca 2020 roku kanał zmienił nazwę na Gold TV.
30 września 2020 roku kanał rozpoczął nadawanie w jakości HD, dostępnej w sieci Toya.
1 maja 2022 roku Telestar SA zakończył współpracę z MWE Networks, wobec czego Gold TV zakończył nadawanie. Powstał kanał Nuta Gold.

## Pasma

### Obecnie
Nuta Gold Karaoke,
Przeboje na dzień dobry (od 1 marca 2024),
To był rok (od 1 marca 2024),
Hity 80 (od 1 marca 2024),
Gold Rock Music! (od 1 marca 2024),
Hity eurodance (od 1 marca 2024),
Gold Impreza (od 1 marca 2024),
Weekend z... (od 1 marca 2024),
Hity 60 i 70 (od 1 marca 2024),
Hity 90 (od 1 marca 2024).

### Dawniej
Nuta Gold Hity (do 1 marca 2024),
Rewelacyjne Lata 90 (do 1 marca 2024),
Rewelacyjne Lata 80 (do 1 marca 2024).

## Dawne programy

### Discostacja
Program emitowany od 2007 roku, do lipca 2008 roku gospodarzem programu był Tomasz Zaręba. Dawniej program prowadziła Aleksandra Fajęcka oraz Anna Tyc. Powstawał on przy współpracy z internetowym radiem Discostacja, grającym muzykę disco polo i italo disco. W audycji tej zobaczyć można teledyski disco polo.Kiedyś wywiady z gwiazdami tego nurtu muzycznego, a także wygrać nagrody w postaci płyt i gadżetów z logo programu.

### Ezo TV
Pasmo ezoteryczne pojawiło się po raz pierwszy w czerwcu 2006 roku. Podczas programu emitowanego na żywo widzowie mogą zadawać na antenie pytanie wróżkom dotyczące życia, zdrowia i swojej przyszłości.

### Disco Polo Live
Kontynuacja popularnej audycji, znanej z anteny telewizji Polsat, gdzie gościła w latach 1996 – 2002. Gospodarzem programu, w którym prezentowane są stare i nowe teledyski disco polo był Robert Klatt. Disco Polo Live na antenie iTV było emitowane od marca 2009 do marca 2011. Od 2011 program emituje stacja telewizyjna Polo TV.

### Nijusy
Program rorzywkowy prowadzowy przez Edytę Przytulską Cayra. Codzennie o 16:43, a powtórki 18:00.

### Pitbulek
Satyryczny program rorzywkowy prezentujący anty newsy, które można znaleźć w najpopularniejszych, polskich serwisach plotkarskich.

### Fast Club
Fast Club – Program skierowany do młodzieży nadawany na żywo. Na antenie ITV pojawił się w kwietniu 2005 roku. Telewidzowie wysyłając smsy i maile mogli wypowiadać się na podane przez prowadzących tematy i wygrać nagrody. Do programu zapraszano też gości. Dodatkowo poruszano pasma stałe w każdym odcinku, „Śmietnik”, „Za parawanem”, „Rozi Radzi” czy „Newsy”. Program prowadzili m.in.: Paulina Drażba, Rozalia Mierzicka, Paweł Usarek, Piotr Galus, Karolina Więch.

### Moje Logo News
Program emitowany na żywo od września 2003 roku do czerwca 2008 roku od poniedziałku do piątku, a w sobotnie podsumowanie jako Moje Logo News Extra. Program jako pierwszy w Polsce poruszał tematykę mobilnej technologii. Emitowano wiadomości ze świata telefonów komórkowych, komputerów, Internetu i mobilnej elektroniki użytkowej. Widzowie współtworzyli program poprzez wysyłanie smsów, biorąc udział w konkursach, i zadając pytania dotyczące elektroniki. Prowadzący Piotr Galus oraz Kacper Sosnowski.

### Play Zone
Magazyn przeznaczony dla wszystkich miłośników gier komputerowych. Emitowano zapowiedzi i recenzje najnowszych gier, relacje z targów, prezentacji i rozgrywek e-sports. W programie emitowano zagadki quizowe. Program był prowadzony na żywo. Magazyn prowadzi Piotr Galus i Kacper Sosnowski.

### Gierki, / Literki, / Rozbij sejf
Interaktywny quiz emitowany na żywo. Aby wygrać atrakcyjne nagrody należało zgłosić chęć udziału w zabawie (telefonicznie lub przez SMS), a następnie rozwiązać zagadkę lub odpowiedzieć na zadane przez prowadzącego pytanie. Pytania dotyczą m.in. takich dziedzin jak: film, muzyka, sport. Program prowadzili: Rozalia Mierzicka, Aleksandra Fajęcka, Agnieszka Lisowska-Kalicka, Piotr Jaszczuk.

### Optyka słyszenia
Lista muzyczna układana na podstawie wyników sprzedawanych dzwonków na telefony komórkowe.

### Odtrutka, Love Song
Toplista muzyczna układana na podstawie wyników sprzedaży utworów na telefony komórkowe.

### Music Phone Fun
Program muzyczny nadawany na żywo. Telewidzowie współtworzyli program poprzez wysyłanie smsów. Mogą zadawać pytania zaproszonym do studia gościom, komentować to co dzieje się na polskiej i światowej scenie muzycznej, a przy okazji wygrać nagrody.

### Hip Hop Propaganda
Był to program Hip-Hopowy emitowany na żywo. Program wypełniały teledyski znanych twórców jak oraz osób, które dopiero zaczynali swoją przygodę z Hip Hopem. Ponadto emitowano w nim konkursy, wiadomości ze świata Hip Hopu oraz rozmowy zaproszonymi do studia gośćmi. Program prowadził Piotr Jaszczuk.

### Ekspress muzyczny
Weekendowy program muzyczno-informacyjny nadawany na żywo, prowadzony przez Urszulę Charciarek.

### Homofonia
Interaktywny program nadawany na żywo, poruszający tematy dotyczące do mniejszości seksualnych. W programie prowadzono debat na równe tematy.

### Ring polityczny, / Ring publicystyczny
Ring Polityczny – program komentujący aktualności polityczne nadawany na żywo. W studiu dyskusję prowadzili przedstawiciele młodzieżówek partyjnych reprezentujący wszystkie ugrupowania polityczne w kraju. Program przeplatany był komentarzami ekspertów polskiej sceny politycznej.
Ring Publicystyczny – interaktywny program mierzący się z trudnymi tematami. W programie poruszano aktualne tematy najczęściej budzące kontrowersje.

### Laski Vanilli
Interaktywny program erotyczny nadawany na żywo, przeznaczony głównie dla widzów dorosłych. W programie poruszane były wszystkie tematy, włącznie z tematami tabu. Prowadzące program były zawsze skąpo ubrane.

### Extreme Men TV
Program taneczno-erotyczny.

### Samotne Serca
Interaktywne biuro matrymonialne nadawane w godzinach nocnych.

### Turbo Hotel
Interaktywny, erotyczny program w iTV. Produkowany był przez telewizję Polonia 1.

### Top Pop
Toplista muzyczna z nagrodami układana na podstawie głosów wysyłanych SMSami. Listę prowadziła wokalistka Asia Ash, która prezentowała także nowości showbiznesowe.

### Ale Party!
Relacje z medialnych eventów i najciekawszych wydarzeń klubowych. Prowadziła Dorota Michałowska.

### Morze hitów
Toplista muzyczna układana na podstawie wyników sprzedaży utworów na telefony komórkowe. Zastąpiło „Summer Hits”.

### Disco Chata
Reality show emitowane od listopada 2012 do 2013 roku. W każdym odcinku ekipa telewizyjna odwiedzała inną gwiazdę muzyki disco polo, rozmawiając z nią o jej twórczości oraz życiu prywatnym.

### Muzyczna Strefa
Talk-show z gwiazdami polskiej sceny muzycznej, oraz z ciekawymi debiutantami. Program prowadzą: Aleksander Sikora, Maciej Gnatowski – Wujek samo zło, Agnieszka Lisowska-Kalicka oraz Dorota Michałowska.

### Inne programy
- Muzzik
- Cena Spada
- Gierki Nocne
- Moje Logo News Extra
- Jazda po klipach
- Śpiewaj z iTV
- Star news
- Disco polo hity
- Dance Attack
- Mixtape
- Starter
- Moje miasto, moja muzyka
- iTV PARTY
- Paula flashing light
- Zibo special lista
- Strefa JAVA
- WP.tv
- Hity na weekend
- Koncert Życzeń
- Plota
- Short cut
- Disco Budzik
- Disco Dekada
- Disco Karaoke
- Discostacja Extra
- EroTop
- Football Hits
- LuxSerwis
- Top 10
- Ogarnij się
- Alterlista
- iChat
- Disco polo show
- Retro polo
- Gwiazda tygodnia
- Złote Przeboje w iTV
- Śniadanie z iTV
- Disco Tour
- Hity dnia
- Strefa nowości
- Lista Disco Polo Show
- ITV Hits
- MegaHity
- Zapytaj mecenasa
- iChat / iChat Night
- Joł Lista
- Same Hity
- Drift
- Śląska biesiada
- Ultrastacja
- Polo Ranek
- W to mi graj
- DJ Bitva
- Zwariowane zadania
- Muza pokoleń
- Upadłe anioły
- Dancefloor
- 100% disco hits
- Discomaniak
- Wakacje w rytmie dance
- Polowanie na gwiazdy
- Hit mix
- Top serial
- Śpiewaj z królem disco
- Rap kanapa
- Same hity
- Niegrzeczna pani domu
- Komedioteka
- Zajavka
- Piękna misja
- Weekend w stylu disco
- Boutague ITV
- DJ Maślak Mix Show
- Aerobic Hot
- Kliper
- Ring
- Studio iTV
- Summer Hits
- Astronauci – gra SMS
- TO Disco Trendy
- Top Disco

To!Podróze- był to program emitowany od poniedziałku do piątku od godziny 17 do 18 i polegał na emitowaniu oferty pochodzącego z Warszawy biura podróży First Claas(obecnie nie istnieje już) wycieczek i hoteli.

## Oglądalność
Wszyscy 4+:
|      | styczeń | luty   | marzec | kwiecień | maj    | czerwiec | lipiec | sierpień | wrzesień | październik | listopad | grudzień | cały rok |
| ---- | ------- | ------ | ------ | -------- | ------ | -------- | ------ | -------- | -------- | ----------- | -------- | -------- | -------- |
| 2020 | 0,012%  |        | 0,007% | 0,005%   |        | 0,008%   |        |          |          |             |          |          |          |
| 2019 | 0,004%  | 0,006% | 0,002% | 0,003%   | 0,005% | 0,008%   | 0,005% | 0,002%   | 0,002%   | 0,002%      |          | 0,015%   | 0,006%   |
| 2018 | 0,03%   | 0,01%  | 0,01%  | 0,01%    | 0,01%  | 0,007%   | 0,002% | 0,005%   | 0,003%   | 0,004%      | 0,003%   | 0,003%   | 0,007%   |
| 2017 | 0,06%   | 0,06%  | 0,05%  | 0,04%    | 0,04%  | 0,05%    | 0,06%  | 0,07%    | 0,05%    | 0,04%       | 0,02%    | 0,05%    | 0,05%    |
| 2016 |         |        |        |          |        |          |        |          |          |             |          |          |          |
| 2015 |         |        |        |          |        |          |        |          |          |             |          |          |          |
| 2014 |         |        |        |          |        |          |        |          |          |             |          |          |          |
| 2013 | 0,188%  | 0,183% | 0,178% | 0,183%   | 0,191% | 0,189%   | 0,166% | 0,104%   | 0,075%   |             |          |          | 0,14%    |
| 2012 |         |        |        |          |        |          |        |          |          |             |          |          |          |
| 2011 |         |        |        |          |        |          |        |          |          |             |          |          |          |
| 2010 |         |        |        |          |        |          |        |          |          |             |          |          |          |
| 2009 |         |        |        |          |        |          |        |          |          |             |          |          |          |
| 2008 |         |        |        |          |        |          | 0,13%  | 0,12%    | 0,13%    |             |          |          |          |